# Kanton Lamballe
Kanton Lamballe (fr. Canton de Lamballe) je francouzský kanton v departementu Côtes-d'Armor v regionu Bretaň. Tvoří ho 11 obcí.

## Obce kantonu
- Andel
- Coëtmieux
- Lamballe
- Landéhen
- La Malhoure
- Meslin
- Morieux
- Noyal
- Pommeret
- Quintenic
- Saint-Rieul